# Kanton Capobianco
Capobianco is een voormalig kanton van het Franse departement Haute-Corse. Het kanton maakte deel uit van het arrondissement Bastia. Het werd opgeheven bij decreet van 13 februari 2014 met uitwerking op 22 maart 2015.

## Gemeenten
Het kanton Capobianco omvatte de volgende gemeenten:
- Barrettali
- Cagnano
- Centuri
- Ersa
- Luri
- Meria
- Morsiglia
- Pino
- Rogliano (hoofdplaats)
- Tomino